# مکسیم کلان
مکسیم کلان (اوکراینی: Максим Сергійович Хлань؛ زادهٔ ۲۷ ژانویهٔ ۲۰۰۳) بازیکن فوتبال اهل اوکراین است.
از باشگاه‌هایی که در آن بازی کرده‌است می‌توان به باشگاه فوتبال زوریا لوهانسک اشاره کرد.
وی همچنین در تیم‌های ملی فوتبال Ukraine national under-16 football team و Ukraine national under-17 football team بازی کرده‌است.